# Казанская лингвистическая школа
Каза́нская лингвисти́ческая шко́ла — направление в языкознании, к которому принадлежали И. А. Бодуэн де Куртенэ, его ученики Н. В. Крушевский (как и Бодуэн, он может быть назван русско-польским учёным) и В. А. Богородицкий и некоторые другие учёные, в том числе С. К. Булич. Идеи школы заложены в курсе лекций Бодуэна, прочитанных им в Казанском университете.
Почти вся недолгая, продолжавшаяся семь лет и прерванная болезнью в 1884 году научная деятельность Н. В. Крушевского прошла в Казани, в то время как для И. А. Бодуэна де Куртенэ казанский этап был лишь одним из периодов исследовательской и преподавательской работы; в дальнейшем он преподавал в Юрьевском (1883—1893), Краковском (1893—1899) и Санкт-Петербургском (1900—1918) университетах, где заложил основы Петербургской лингвистической (в том числе фонологической) школы.
В рамках школы ещё до Ф. де Соссюра предпринята попытка разграничения диахронии и синхронии в языке. Вообще многие идеи Казанской школы опередили своё время, предвосхитив развитие структурной лингвистики, морфонологии, лингвистической типологии, психолингвистики. Деятельность Н. В. Крушевского заложила основы артикуляционной и акустической фонетики.

## История школы

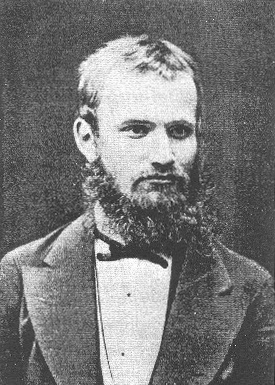
И. А. Бодуэн де Куртенэ

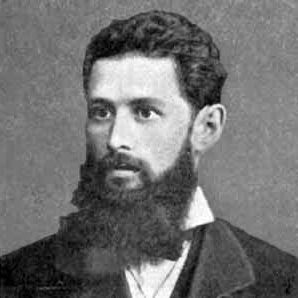
Н. В. Крушевский

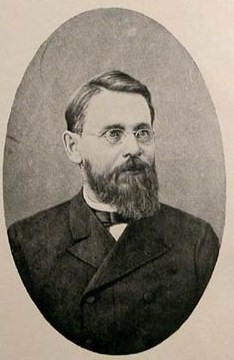
В. А. Богородицкий

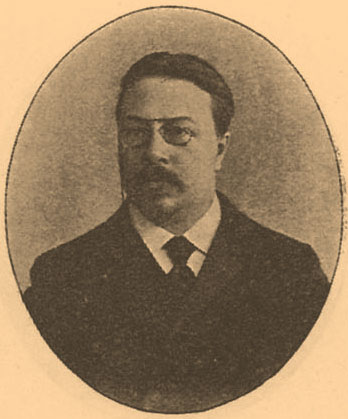
С. К. Булич

### И. А. Бодуэн де Куртенэ
И. А. Бодуэн де Куртенэ преподавал в Казанском университете с 1874 года: сначала в качестве доцента, позже профессора.
Вокруг Бодуэна сложился лингвистический кружок, собиравшийся у него дома по субботам; выступавшие с сообщениями на заседаниях кружка языковеды — Н. В. Крушевский, В. А. Богородицкий, С. К. Булич, А. И. Александров, В. В. Радлов и другие — излагали содержание новейших зарубежных работ и результаты собственной работы.

### Н. В. Крушевский
С 1876 года в Казани жил и Н. В. Крушевский; он слушал лекции Бодуэна де Куртенэ и участвовал в его семинарах, а с 1880 года занимал должность приват-доцента. Он читал курсы по общей и русской фонетике (его курс «Антропофоника» опубликовал в 1893 году В. А. Богородицкий), санскриту, сравнительной грамматике романских языков.
В 1883 году Н. В. Крушевский защитил докторскую диссертацию под названием «Очерк науки о языке», написанную отчасти под влиянием книги младограмматика Г. Пауля «Принципы истории языка» и посвящённую теории языкознания в целом (однако вопросы синтаксиса и семантики в ней были затронуты мало).

### В. А. Богородицкий
Учеником И. А. Бодуэна де Куртенэ был и В. А. Богородицкий. В студенческие годы он занимался русской фонетикой и диалектологией русского языка; по окончании университета Богородицкий был оставлен на кафедре для подготовки к профессорскому званию и читал курсы по фонетике и грамматике русского языка, сравнительной грамматике индоевропейских языков и санскриту. В 1884 году он защитил магистерскую диссертацию, а в 1887 году — докторскую, представив для защиты книгу «Курс грамматики русского языка. Часть 1-я. Фонетика». Известен также работами по тюркологии (татарскому языкознанию).

## Учение о системе языка
В «Очерке науки о языке» Н. В. Крушевский, задолго до «Курса общей лингвистики» Ф. де Соссюра, сформулировал определение: «язык есть не что иное, как система знаков».
Н. В. Крушевский, опять-таки до Ф. де Соссюра, предложил выделять среди отношений между элементами языковой системы ассоциации по сходству (ср. ассоциативные отношения у Соссюра и парадигматические отношения в терминологии структурной лингвистики) — Крушевский относит сюда ассоциации в рамках парадигмы, словообразовательного гнезда, словообразовательной или словоизменительной модели — и по смежности (начиная с Соссюра называются синтагматическими).
В ранний период научной деятельности Н. В. Крушевский, оппонируя сравнительно-историческому языкознанию, центральной задачей которого являлся поиск законов фонетических изменений, призывал к поиску законов, действующих во всяком языке во всякую эпоху и подобных законам природы. Таким образом, Крушевский призывал к изучению устройства языка вообще; в этом его взгляды сходны с гораздо более поздними идеями генеративной лингвистики Н. Хомского. Диахронические звуковые законы, занимавшие лингвистов — современников Крушевского, он считал несамостоятельными и производными от физиологических: однотипности артикуляции сходных звуков и явлений аккомодации.
В «Очерке науки о языке» как «физико-физиологические», так и «психологические» языковые законы были разделены Крушевским на статические, определяющие общие свойства языка (в частности, постоянство облика звуковых единиц, особенности фонотактики и аккомодации звуков), и динамические, регулирующие языковые изменения. При этом, по Крушевскому, понять динамические законы можно только на основе статических.

## Исследование звуковыхединиц языка

### Разграничение дисциплин
Как и И. А. Бодуэн де Куртенэ, В. А. Богородицкий в «Курсе грамматики русского языка» предлагает различать физиологию звуков речи и фонетику, причём последняя определяется как исследование звуковых единиц «в связи с морфологическими группами, в которых они имеют место», и потому в современном понимании приближается к морфонологии, в то время как «физиология» Богородицкого — к современной фонетике. Впрочем, сам автор не во всём изложении придерживается предложенного им самим разграничения.
В четвёртом издании курса, вышедшем в 1913 году, Богородицкий внёс уточнение в свою дихотомию, определив физиологию звуков речи как изучение системы звуков данного языка и их изменений, а фонетику — как изучение грамматически релевантных чередований звуков и изменений чередований.

### Фонетика
Фонетические свойства звучащей речи были предметом особенного интереса для В. А. Богородицкого. В выпускной работе «Гласные без ударения в общерусском языке» он впервые в мире детально исследовал безударные гласные и отметил ряд связанных с ними явлений: исчезновение гласных перед сонантами (рус. [пъл]отно) и появление эпентетических гласных в сочетаниях согласных ([къв]артира).
Занимался В. А. Богородицкий и вопросами мелодики речи, предприняв первую попытку описания интонации русской речи. Для этой работы он использовал нотную запись.
В 1884 году В. А. Богородицкий организовал при Казанском университете первую в России и в мире лабораторию экспериментальной фонетики, где впервые была разработана методика фонетического эксперимента. В 1909 году Богородицкий снял палатограммы (отпечатки языка в точках его соприкосновения с нёбом) всех гласных и согласных русского языка и сделал вывод, что, в соответствии с работой мышц речевого аппарата, «гласные могут быть определены как рто-раскрыватели, а согласные как рто-смыкатели»; Богородицкий также обнаружил веляризованность русских твёрдых согласных. Экспериментальные фонетические исследования Богородицкого представляют интерес и для современной лингвистики, поскольку позволяют оценить степень исторической изменчивости русской артикуляции.

### Фонология и морфонология

#### Учение о фонеме
И. А. Бодуэн де Куртенэ заимствовал у Ф. де Соссюра термин «фонема», однако использовал его в собственном значении и тем самым положил начало современной фонологии.

#### Классификации чередований
Н. В. Крушевскому принадлежит первая удачная синхроническая классификация звуковых чередований, среди которых выделялись:
- чередования по схемам «твёрдый согласный перед гласным непереднего ряда — мягкий согласный перед гласным переднего ряда» (рус. свет — на свете [t’ɪ]) и «ударный [ó] — безударный [ʌ]» (рус. в[ʌ]лы́ — во́л и ва́л; таким образом, Крушевский не разграничивал, выражаясь в терминологии Петербургской фонологической школы, живые[22] чередования фонем и чередования аллофонов одной и той же фонемы). Эти чередования, по Крушевскому, обусловлены непосредственно фонетическими причинами и не знают исключений;
- чередования типа рус. глухой — глохнуть (в современной терминологии называются историческими). Такие чередования не обусловлены фонетически и необязательны (имеют исключения);
- регулярные чередования, связанные со словообразованием или словоизменением, к примеру рус. строить — застраивать, нем. Rad — 'колесо' Räder 'колёса'. Они не обусловлены фонетически, но связаны с регулярными морфологическими отношениями.

В. А. Богородицкий предложил свою классификацию чередований:
- физиологически обусловленные — соответствуют первому типу чередований по Н. В. Крушевскому, а в современной терминологии — фонетически обусловленным чередованиям;
- непосредственно не обусловленные фонетически и связанные с морфологическими отношениями — соответствуют второму и третьему типам по Н. В. Крушевскому.

Граница между этими типами, по Богородицкому, не является непреодолимой: так, в акающих говорах возникает нелитературная форма пло́тют (от платить) по аналогии с хо́дют от ходить (в соответствии с аканьем произносится [xʌˈdʼitʼ]).

#### Другие вопросы
Н. В. Крушевский подошёл к понятию дифференциального признака, сформулировав в числе «статических законов» тезис о «гармонии звуковой системы», согласно которому, во всяком языке та или иная артикуляционная особенность бывает свойственна не одному, а нескольким звукам.
В работе В. А. Богородицкого «Гласные без ударения в общерусском языке» предвосхищено появление морфонологии: в ней показаны возможные позиции безударных гласных по отношению к ударению в зависимости от того, в какой морфеме (префиксе, корне, суффиксе, флексии) находится безударный гласный.

## Словообразование и морфология
И. А. Бодуэн де Куртенэ, Н. В. Крушевский и В. А. Богородицкий рассматривали морфологию как учение о словообразовании и словоизменении, включая тем самым словообразование в предмет морфологии.
Н. В. Крушевский предложил психологическую трактовку различия между продуктивными и непродуктивными словообразовательными моделями: если продуктивные (например, модель образования отглагольных существительных с помощью суффикса -ениj-) предполагают «производство» слов на основе ассоциации по сходству со словами того же структурного типа, то непродуктивные (к примеру, модель для притяжательных прилагательных типа волк → волч-ий) основаны на «воспроизводстве» на основе ассоциаций по смежности между родственными словами. Также Н. В. Крушевский интересовался процессами образования слов одной части речи от слов другой.

### Статус морфемы
В ранних работах 1870-х годов И. А. Бодуэн де Куртенэ в соответствии с традиционными представлениями считал морфему научной абстракцией от словоформ, в которых она встречается; впоследствии он склонился к признанию психологической реальности морфемы, подтверждаемой оговорками наподобие вертом хвостит вместо рус. хвостом вертит.

### Критерии морфемного членения
Один из представителей Казанской школы А. И. Анастасиев, развивая взгляды И. А. Бодуэна де Куртенэ и Н. В. Крушевского на морфемный состав слова и его изменчивость, предложил считать слово членимым, если входящие в его состав морфемы обладают собственным значением и могут вступать в сочетание с другими морфемами: префикс и суффикс образуют слова ещё и от других корней, а данный корень сочетается не только с данными суффиксами и префиксами.

### Изменение морфемного состава
В работах И. А. Бодуэна де Куртенэ и Н. В. Крушевского прослеживается сокращение основ в пользу флексий в истории индоевропейских языков, причём Крушевский объяснял исключительно регрессивный характер этого явления (морфемная граница всегда сдвигается назад) тем, что оно обусловлено фонетическими изменениями, носящими прогрессивный характер. В. А. Богородицкий вначале разделял такую точку зрения и предлагал для неё «психологически-ассоциационное обоснование», однако впоследствии отказался от понятия абсорбции и разработал теорию морфологических изменений слов, где основными процессами провозглашаются опрощение и переразложение, не связанные с фонетическими изменениями и обусловленные повторяемостью в речи тех или иных элементов, воспринимаемых говорящими как грамматические или словообразовательные. Процесс опрощения, по Богородицкому, имеет несколько стадий, при движении по которым выделимость морфем в слове падает, а фонетическое изменение (как, например, в рус. облако < праслав. *ob-volk-) «как бы закрепляет опрощение» на его последней стадии.

## Теория письма
Одним из достижений Казанской лингвистической школы было строгого разграничения звуков и букв, устной и письменной форм речи: так, курс Н. В. Крушевского «Антропофоника» характеризуется «полным освобождением от гипноза буквы и переходом к описанию произношения вне зависимости от его фиксации в письменности языка».
В «Курсе грамматики русского языка» В. А. Богородицкий рассматривал вопросы письменности, особенно функции графем е, ё, ю, я, и вслед за И. А. Бодуэном де Куртенэ указал на слоговой характер русского письма. Он выделил в русском письме шесть типов написаний: фонетические, этимологические (отражающие словопроизводственные цепочки: так, конечные парные согласные и безударные гласные записываются в соответствии с тем, что пишется в «проверочном слове», где соответствующая фонема представлена в сильной позиции), исторические (например, жи, ши), церковнославянские формы (в дореформенной орфографии писали Марія, но произносили [ˈmarʼjɪ] — Марья), написания заимствований в соответствии с графикой языка-источника (рус. цифра), дифференцирующие написания (большим — большим).

## Причины языковых изменений
В «Очерке науки о языке» Н. В. Крушевский изложил свои представления о причинах исторических изменений в языках. Он полагал, что некоторые изменения имеют «физико-физиологическую» природу и представляют собой постепенное, недискретное изменение артикуляции тех или иных звуков в речи носителей языка, обусловленное бессознательным стремлением к упрощению артикуляции (ср. принцип экономии речевых усилий Е. Д. Поливанова) или аккомодацией звуков. Другие же, носящие психологический характер, дискретны, единовременны; к ним относятся изменения по аналогии, спровоцированные «ассоциацией по сходству».
Механизму звуковых изменений посвящена и работа Н. В. Крушевского «Принципы языкового развития».

## Влияние
Деятельность представителей Казанской лингвистической школы не пользовалась широкой известностью ни в Российской империи, ни за рубежом. Нельзя исключать, однако, что их взгляды оказали влияние на Ф. де Соссюра: перевод «Очерка науки о языке» Н. В. Крушевского на немецкий язык имелся в библиотеке Соссюра. Петербургские ученики И. А. Бодуэна де Куртенэ Л. В. Щерба и Е. Д. Поливанов полагали, что в воззрениях Соссюра не содержалось ничего принципиально нового по сравнению с идеями их учителя. Влияние идей Бодуэна испытывали лингвисты Пражского лингвистического кружка, с его взглядами были знакомы А. Мейе и Л. Ельмслев. Понятия фонемы и морфемы, разработанные Бодуэном, вскоре стали достоянием мировой лингвистики, а ряд его идей относительно диахронии был популяризирован Н. С. Трубецким, Р. О. Якобсоном, Е. Куриловичем.
Взгляды И. А. Бодуэна де Куртенэ и его казанских учеников развивались младшими, ставшими маститыми учеными, такими как  Г. Х. Ахатов, Л. В. Щерба и др..